# Žores Medveděv
Žores Alexandrovič Medveděv (Жоре́с Алекса́ндрович Медве́дев, * 14. listopadu 1925 Tbilisi – 15. listopadu 2018) byl ruský biolog a lidskoprávní aktivista.
Narodil se v Tbilisi, jméno Žores dostal podle francouzského socialisty Jeana Jaurèse. Jeho dvojčetem je historik a publicista Roj Medveděv. Dětství prožil v Leningradě, kde jeho otec učil na Vojenskopolitické akademii do roku 1938, kdy byl v rámci Velké čistky zatčen a zemřel roku 1941 v gulagu. Žores byl povolán do Rudé armády a zúčastnil se bitvy na Tamaňském poloostrově, po zranění byl demobilizován a nastoupil na Moskevskou zemědělskou univerzitu, kterou absolvoval v roce 1950. Pracoval v Nikitské botanické zahradě, která patřila akademii věd, zabýval se studiem proteinů a stárnutí buněk. V roce 1963 byl přeložen do radiologického ústavu v Obninsku.
Napsal řadu prací, zabývajících se zasahováním sovětských orgánů do svobody vědeckého výzkumu, jako byl životopis Trofima Lysenka nebo kniha Mezinárodní vědecká spolupráce a státní hranice, která vyšla v USA, také sebral a samizdatem vydal doklady o porušování listovního tajemství v SSSR. Poté byl zbaven zaměstnání, prohlášen za duševně nemocného a hospitalizován v psychiatrické léčebně v Kaluze. Následovaly protesty řady sovětských i zahraničních intelektuálů, po kterých byl propuštěn. V lednu 1973 odcestoval na studijní pobyt do Londýna, během něhož ho Nejvyšší sovět SSSR zbavil sovětského občanství. Medvěděv zůstal s rodinou v Anglii i poté, co mu Michail Sergejevič Gorbačov občanství v roce 1990 navrátil. V roce 1973 spolupodepsal Druhý manifest humanismu, publikoval v západním tisku dosud utajovaná fakta o politickém zneužívání psychiatrie v SSSR, o kyštymské katastrofě i o Nedělinově katastrofě. V roce 1985 obdržel Rene Schubert Prize za přínos gerontologii. Vydal knihy Stalin a židovský problém a spolu s Rojem Medvěděvem Neznámý Stalin.